# Lacenaire
Lacenaire je francouzský hraný film z roku 1990, který režíroval Francis Girod. Snímek měl světovou premiéru na filmovém festivalu francouzských filmů v Saratose dne 17. listopadu 1990.

## Děj
V cele prožívá Pierre-François Lacenaire (1803-1836) své poslední dny při čekání na gilotinu. Přijímá různé návštěvy: jeho blízká přítelkyně a spolupachatelka Avril, dva frenologové, kteří přišli studovat jeho lebku, jeho milenka Ida, spisovatel a novinář Jacques Arago, ředitel policejní prefektury Allarda, se kterými probírá svůj osud. V dětství trpěl nedostatkem lásky matky, která preferovala jeho bratra. Postupně se dostal na cestu zločinu. Začalo to drobnými krádežemi a vedlo to k vraždě, když sloužil v armádě.

## Obsazení
| Daniel Auteuil          | Pierre-François Lacenaire        |
| Jean Poiret             | Pierre Allard, policejní ředitel |
| Jacques Weber           | Jacques Arago                    |
| François Périer         | Lacenairův otec                  |
| Geneviève Casile        | Lacenairova matka                |
| Jean Davy               | Alphonse Damoiseau               |
| Jacques Duby            | Marmignat                        |
| Paul Le Person          | Vigouroux                        |
| Maïwenn Le Besco        | Hermine                          |
| Jacques Sereys          | Pertuizet                        |
| Rufus                   | Louis Canler                     |
| Gérard Desarthe         | profesor Tonnelier               |
| Jean-Damien Barbin      | Baton                            |
| Marie-Armelle Deguy     | Ida                              |
| Samuel Labarthe         | abbé z Lusignanu                 |
| Jean-Pierre Miquel      | předseda soudu                   |
| Jean-Paul Muel          | Poulaillon                       |
| Patrick Pineau          | Avril                            |
| Aurélien Recoing        | François                         |
| Yves Dangerfield        | doktor Brianchon                 |
| Jean-Michel Ribes       | Lebel                            |
| Daniel Mesguich         | manžel Idy                       |
| François-Régis Bastide  | představený                      |
| Claude Makovski         | veřejný žalobce                  |
| Maurice Bernart         | Lambolley                        |
| Michel Vocoret          | tlusťoch                         |
| Gérald Calderon         | May                              |
| Henri Lanoë             | nabob                            |
| Jean-Luc Douin          | vězeňský kněz                    |
| Bertrand Van Effenterre | Degroot                          |
| Henri Colpi             | správce věznice                  |
| Olivier Barrot          | obhájce                          |
| Philippe Uchan          | Douchy                           |
| François Borysse        | Chabrol                          |
| Jean-Patrick Lebel      | kapitán                          |
| Jean-Bernard Feitussi   | Douchyho společník               |